# Diocesi di Efesto
La diocesi di Efesto (in latino: Dioecesis Hephæstiensis) è una sede soppressa e sede titolare della Chiesa cattolica.

## Storia
Efesto è un'antica sede episcopale della provincia romana dell'Augustamnica Prima nella diocesi civile d'Egitto. Faceva parte del patriarcato di Alessandria ed era suffraganea dell'arcidiocesi di Pelusio. Incerta à la localizzazione del sito dell'antica città. L'Index sedium titularium (1933) riporta come indicazione geografica la foce del fiume Bahr-San-El-Mucharas; studi più recenti indicano in Tell Sanhur il sito probabile di Efesto.
Sono tre i vescovi attribuiti a questa antica sede episcopale. Il primo è Giovanni I, che prese parte ai due concili celebrati ad Efeso nel 431 e nel 449. Segue Pietro, che figura tra i membri del sinodo celebrato a Costantinopoli dal patriarca Gennadio I nel 459 e ne sottoscrisse la lettera sinodale. Il vescovo più conosciuto di Efesto fu Giovanni II, di fede anticalcedoniana, che venne eletto vescovo da Teodosio, patriarca di Alessandria, agli inizi del suo patriarcato, ossia nel 535. Verso la fine del 536 Giovanni fu esiliato a Costantinopoli, da dove riuscì clandestinamente a recarsi in Asia minore e procedere a diverse ordinazioni presbiterali ed episcopali, contribuendo in tal modo a rafforzare il clero anticalcedoniano in quelle terre.
Dal XVIII secolo Efesto è annoverata tra le sedi vescovili titolari della Chiesa cattolica; la sede è vacante dal 25 novembre 1977. Il suo ultimo titolare è stato André-Gustave-Émile Leclerc, vescovo ausiliare di Parigi.

## Cronotassi

### Vescovi greci
- Giovanni I † (prima del 431 - dopo il 449)
- Pietro † (menzionato nel 459)
- Giovanni II † (535 - 536 deposto)

### Vescovi titolari
- Francesco Maria Garretto da Ferrere, O.F.M.Ref. † (27 settembre 1730 - 1738 deceduto)
- Clemente Pagnani, O.S.B.Silv. † (11 novembre 1879 - 25 novembre 1886 nominato vescovo di Kandy)
- Patrick Vincent Flood, O.P. † (5 luglio 1887 - 8 marzo 1889 succeduto arcivescovo di Porto di Spagna)
- Julian Kuiłovskyi † (26 giugno 1890 - 22 settembre 1891 confermato eparca di Stanislaviv)
- Federico de Martino † (9 giugno 1902 - 20 giugno 1902 nominato vescovo di Caiazzo)
- Giuliano Tommasuolo † (6 dicembre 1906 - 20 luglio 1918 deceduto)
- Giuseppe Bartolomeo Rovetta † (16 dicembre 1920 - 3 marzo 1933 deceduto)
- Giovanni Capobianco † (26 maggio 1933 - 1º aprile 1935 nominato vescovo di Urbania e Sant'Angelo in Vado)
- Pio Giardina † (10 agosto 1935 - 8 agosto 1942 nominato vescovo di Nicosia)
- Georges Léon Pelletier † (5 dicembre 1942 - 26 luglio 1947 nominato vescovo di Trois-Rivières)
- André-Gustave-Émile Leclerc † (8 novembre 1947 - 25 novembre 1977 deceduto)